# Difuzivitate termică
În transmiterea căldurii difuzivitatea termică este o proprietate intensivă definită prin raportul dintre conductivitatea termică și produsul dintre densitate și capacitatea termică masică la presiune constantă. Este o măsură a vitezei transmiterii căldurii în interiorul unui material. Unitatea sa de măsură este m2/s. Difuzivitatea termică este de obicei notată cu a, dar pot fi întâlnite și notațiile α, h, κ, K, sau D. 
Formula este:
{\displaystyle a={\frac {\lambda }{\rho c_{p}}}}
unde
λ este conductivitatea termică, în W/m•K.
cp este capacitatea termică masică, în J/kg•K,
ρ este  densitatea, înkg/m3.
Împreună, ρcp poate fi considerată capacitatea termică volumetrică, în J/m3•K.
Așa cum se vede din ecuația căldurii,
{\displaystyle {\frac {\partial T}{\partial t}}=a\nabla ^{2}T,}
o modalitate de a vedea difuzivitatea termică este ca raportul dintre derivata în funcție de timp a temperaturii și curbura acestei derivate, cuantificând viteza cu care concavitatea temperaturii este „netezită”. Într-o substanță cu difuzivitate termică ridicată căldura se transmite repede prin ea, deoarece substanța conduce căldura repede în raport cu capacitatea sa de căldură volumetrică.
Difuzivitatea termică este adesea măsurată prin metoda pulsului laser. Aceasta constă în încălzirea unei benzi sau a unei probe cilindrice cu un impuls scurt de energie la un capăt și urmărirea schimbării temperaturii (reducerea amplitudinii și defazarea pulsului) la mică distanță.

## Difuzivitatea termică a unor materiale și substanțe
| Material                                  | Difuzivitate termică (mm2/s) | Surse  |
| ----------------------------------------- | ---------------------------- | ------ |
| Grafit pirolitic, paralel cu straturile   | 1220                         |        |
| Diamant                                   | 1060–1160                    |        |
| Carbon la 25 °C                           | 216,5                        | [ 15 ] |
| Heliu (300 K, 1 atm)                      | 190                          | [ 16 ] |
| Argint pur (99,9 %)                       | 165,63                       |        |
| Hidrogen (300 K, 1 atm)                   | 160                          | [ 16 ] |
| Aur                                       | 127                          | [ 17 ] |
| Cupru la 25 °C                            | 111                          | [ 15 ] |
| Aluminiu                                  | 97                           | [ 17 ] |
| Siliciu                                   | 88                           | [ 17 ] |
| Al-10Si-Mn-Mg (Silafont 36) la 20 °C      | 74,2                         | [ 18 ] |
| Aliaj de aluminiu 6061-T6                 | 64                           | [ 17 ] |
| Molibden (99,95%) la 25 °C                | 54,3                         | [ 19 ] |
| Al-5Mg-2Si-Mn (Magsimal-59) la 20 °C      | 44,0                         | [ 20 ] |
| Staniu                                    | 40                           | [ 17 ] |
| Abur (1 atm, 400 K)                       | 23,38                        |        |
| Fier                                      | 23                           | [ 17 ] |
| Argon (300 K, 1 atm)                      | 22                           | [ 16 ] |
| Azot (300 K, 1 atm)                       | 22                           | [ 16 ] |
| Aer (300 K)                               | 19                           | [ 17 ] |
| Oțel AISI 1010 (0,1 % carbon)             | 18,8                         | [ 21 ] |
| Oxid de aluminiu (policristalin)          | 12,0                         |        |
| Oțel cu 1 % carbon                        | 11,72                        |        |
| Si3N4 cu nanotuburi de carbon la 26 °C    | 9,142                        | [ 22 ] |
| Si3N4 fără nanotuburi de carbon, la 26 °C | 8,605                        | [ 22 ] |
| Steel, stainless 304A at 27 °C            | 4.2                          | [ 17 ] |
| Pyrolytic graphite, normal to layers      | 3.6                          |        |
| Oțel inox 310 la 25 °C                    | 3,352                        | [ 23 ] |
| Inconel 600 la 25 °C                      | 3,428                        | [ 24 ] |
| Cuarț                                     | 1,4                          | [ 17 ] |
| Gresie                                    | 1,15                         |        |
| Gheață la 0 °C                            | 1,02                         |        |
| Dioxid de siliciu (policristalin)         | 0,83                         | [ 17 ] |
| Cărămidă obișnuită                        | 0,52                         |        |
| Sticlă pt. ferestre                       | 0,34                         |        |
| Cărămidă, adobe                           | 0,27                         |        |
| Policarbonat la 25 °C                     | 0,144                        | [ 25 ] |
| Apă la 25 °C                              | 0,143                        | [ 25 ] |
| Politetrafluoroetilenă (PTFE) la 25 °C    | 0,124                        | [ 26 ] |
| Polipropilenă (PP) la 25 °C               | 0,096                        | [ 25 ] |
| Nailon                                    | 0,09                         |        |
| Cauciuc                                   | 0,089–0,13                   | [ 5 ]  |
| Lemn de pin                               | 0,082                        |        |
| Parafină la 25 °C                         | 0,081                        | [ 25 ] |
| Policlorură de vinil (PVC)                | 0,08                         | [ 17 ] |
| Ulei de motor (lichid, 100 °C)            | 0,0738                       |        |
| Alcool                                    | 0,07                         | [ 17 ] |